# Heidi Langensiepen

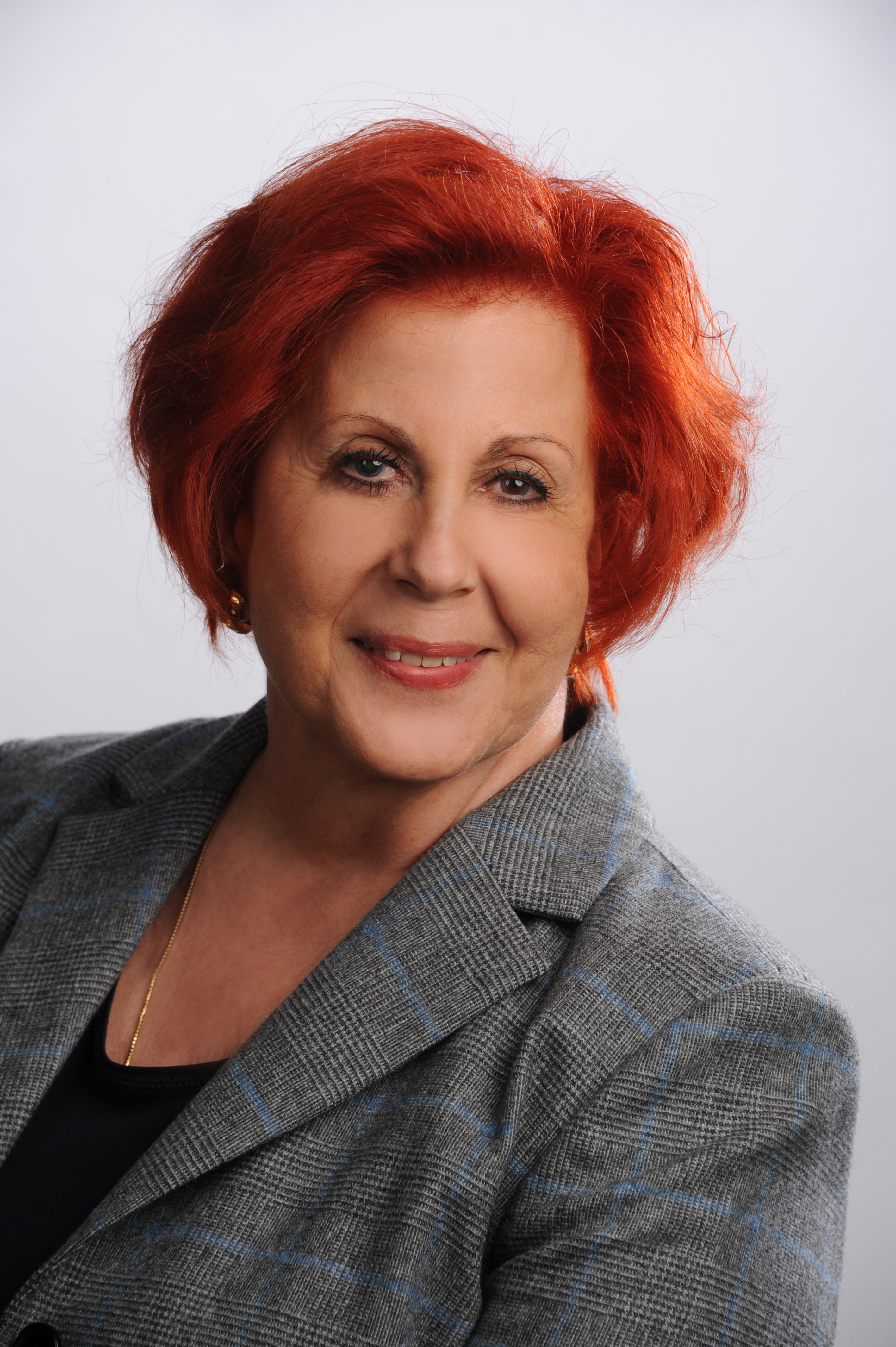
Heidi Langensiepen (2019)

Heidi Langensiepen (* 15. Oktober 1944 in Strausberg) ist eine deutsche Kommunalpolitikerin (parteilos, bis November 2024 FDP) in Rheinland-Pfalz.

## Leben und Beruf
Aufgewachsen im damaligen West-Berlin machte Langensiepen 1963 ihr Abitur mit großem Latinum an der Hildegard Wegscheider-Schule und besuchte danach eine Hauswirtschaftsschule in Coburg. Wieder zurück in Berlin nahm sie ein Fremdsprachenstudium auf, das sie mit IHK-Abschluss als Wirtschaftsübersetzerin beendete. Danach arbeitete Langensiepen acht Jahre lang in einem Unternehmen der Berliner Fleischwarenindustrie.
Langensiepen war von 1971 bis 1990 mit Hans-Werner Langensiepen verheiratet. Im Jahr 1974 zog sie erstmals nach Bad Dürkheim im gleichnamigen Landkreis in Rheinland-Pfalz. Unterbrochen von den Jahren 1980 bis 1982, die sie in Baton Rouge, LA USA verbrachte, lebt Langensiepen bis heute in Bad Dürkheim.

## Partei und Politik
Von 1986 bis 2024 war Heidi Langensiepen Mitglied der FDP. Am 7. November 2024, einen Tag nach dem Bruch der Ampelkoalition der Bundesregierung, trat sie aus der Partei aus.
Im Bundesvorstand der FDP war sie Beisitzerin von Juni 1995 bis Mai 1997. Beisitzerin war sie auch im Vorstand des FDP-Bezirksverbandes Pfalz von Januar 1990 bis Juni 2020. Zur Bundestagswahl 1990 vertrat sie als Direktkandidatin den Bundestagswahlkreis Neustadt – Speyer.
Von 1993 bis 2007 war Langensiepen stellvertretende Landesvorsitzende der rheinland-pfälzischen FDP und nahm an den Koalitionsverhandlungen mit Kurt Beck (SPD) in den Jahren 1996 und 2001 zur Bildung einer Landesregierung teil. Sie war Mitunterzeichnerin beider Koalitionsverträge.
Langensiepen war von 1990 bis 2018 Vorsitzende des FDP-Kreisverbandes Bad Dürkheim und von 2018 bis 2024 dessen Ehrenvorsitzende. Im Stadtverband war sie von 1990 bis 1997 Beisitzerin, Pressereferentin nach den Vorstandswahlen 1988, 2000 und 2002, ab 2005 eine der stellvertretenden Vorsitzenden. Von 1990 bis 2018 war sie Delegierte zu Bezirks-, Landes- und Bundesparteitagen. In ihrer Zeit im FDP-Stadt- und Kreisverband hat Langensiepen 20 Wahlkämpfe verantwortet. Der von ihr erdachte Slogan „Neu denken“ aus dem Kommunalwahlkampf des Jahres 2014 fand sich im Bundestagswahlkampf der FDP im Jahr 2017 mit „Denken wir neu“ wieder.
Von 1989 bis 2019 war Langensiepen Beigeordnete der Stadt Bad Dürkheim. Von 1989 bis ins Jahr 1994 war sie für Fremdenverkehr, Bauhof, Stadtgärtnerei und Fuhrpark zuständig, von 1994 bis 2019 für Kultur und ab Mai 2012 zusätzlich für Steuern, Abgaben und Finanzbuchhaltung.
Als Kulturdezernentin hat sie im Jahr 2012 einen Beschluss des Stadtrats erwirkt, ein Gebäude anzukaufen und um- und auszubauen. So entstand anstelle des damaligen Heimatmuseums das neue Stadtmuseum. Es wurde am 10. Juli 2016 im Beisein des rheinland-pfälzischen Kultusministers Konrad Wolf eingeweiht.
Im Jahr 1999 hat Langensiepen für die FDP mit Vertretern der CDU und der Grünen eine der ersten Jamaika-Koalitionen in einer deutschen Stadt ausgehandelt, die 20 Jahre Bestand hatte
Von 1994 bis 2024 war sie Fraktionsvorsitzende der FDP im Kreistag Bad Dürkheim. Im Jahr 2019 wurde sie von Landrat Hans-Ulrich Ihlenfeld (CDU) für 25 Jahre Mitgliedschaft im Kreistag ausgezeichnet. Im Jahr 2024 wurde ihr zu ihrem Ausscheiden nach 30 Jahren im Kreistag eine Urkunde des Landkreistags Rheinland-Pfalz überreicht.  Im Jahr 2013 erhielt sie von Innenminister Roger Lewentz (SPD) die Freiherr-vom-Stein-Plakette des Landes Rheinland-Pfalz für langjähriges kommunalpolitisches Engagement.
Die Stadtehrenplakette in Gold der Stadt Bad Dürkheim hätte sie im Jahr 2019 erhalten sollen; Langensiepen lehnte mit der Begründung ab: „Ich habe meine Arbeit gemacht, ich bin bezahlt worden.“

## Ehrenämter
Von 1998 bis 2001 war Langensiepen Vorsitzende der Museumsgesellschaft Bad Dürkheim e.V. In der Zeit wurde der Ankauf eines Gebäudes für die Hans-Pfau-Stiftung der Museumsgesellschaft in die Wege geleitet. Sie entwickelte das Konzept für die Bad Dürkheimer ViB-Messe (Vereine informieren Bürger), die 1999 zum ersten Mal mit 60 teilnehmenden Vereinen stattfand.
Langensiepen war von 1993 bis 2000 Schöffin am Amtsgericht Neustadt. Von 1993 bis 1996 war sie ehrenamtliche Richterin am Oberverwaltungsgericht Rheinland-Pfalz.